# CD Castellón
A CD Castellón, teljes nevén Club Deportivo Castellón egy castellóni székhelyű spanyol labdarúgócsapat. Jelenleg a másodosztályban szerepel. Stadionja a Nou Estadi Castalia, amely 16 ezer néző befogadására alkalmas.

## Története
A labdarúgás először 1911-ben tűnt fel a városban. A Castellón előtt korábban is voltak kisebb labdarúgócsapatok, például "Deportivo", "Castalia", "Cultural" és "Cervantes" néven is futottak kisebb csapatok, a CD Castellón 1922. július 22-én alakult meg.
Hosszabb-rövidebb időszakokban többször is szerepeltek az első osztályban, legjobb eredményük egy 1973-ban elért ötödik hely volt. Ugyanebben az évben kupadöntőt is játszhatott a csapat. 
A Castellón a másodosztályba egy pár éves gyengébb periódus után 2005-ben, a rájátszás megnyerése után jutott vissza.

## Jelenlegi keret
2023. október 23-án frissítve:
| #  |     | Poszt | Név                |
| -- | --- | ----- | ------------------ |
| 1  | ARG | K     | Gonzalo Crettaz    |
| 2  | ESP | V     | Borja Granero      |
| 3  | ESP | V     | Javi Antón         |
| 4  | BIH | KP    | Haris Medunjanin   |
| 5  | ESP | V     | Alberto Jiménez    |
| 6  | ESP | KP    | Cristian Rodríguez |
| 7  | ESP | KP    | Sergio Moyita      |
| 8  | ESP | KP    | Julio Gracia       |
| 9  | ESP | CS    | Jesús de Miguel    |
| 10 | ESP | CS    | Raúl Sánchez       |
| 11 | PUR | CS    | Jeremy de León     |
| 12 | NED | V     | Daijiro Chirino    |
| 13 | ITA | K     | Alessio Salvato    |
| 14 | ESP | V     | Óscar Gil          |

| #  |     | Poszt | Név                                                |
| -- | --- | ----- | -------------------------------------------------- |
| 15 | MLI | CS    | Mamadou Traoré (kölcsönben az Union SG csapatától) |
| 16 | ESP | V     | Manu Sánchez                                       |
| 17 | ESP | V     | Salva Ruiz ()                                      |
| 18 | ESP | V     | Iago Indias                                        |
| 19 | ESP | KP    | Dani Villahermosa                                  |
| 20 | DEN | CS    | Sebastian Grønning                                 |
| 21 | CUW | CS    | Gervane Kastaneer                                  |
| 22 | ESP | KP    | Israel Suero                                       |
| 23 | ESP | KP    | Josep Calavera                                     |
| 24 | USA | K     | Brian Schwake                                      |
| 28 | POR | CS    | Miguel Falé (kölcsönben a Braga csapatától)        |
| 33 | NED | V     | Jozhua Vertrouwd                                   |
| —  | ENG | K     | Jacob Carney                                       |

## Ismertebb játékosok
| - Uriel Bartolucci - Fabián Bonhoff - Negro Cabrera - Óscar Ferrero - Carlos Fontana - Diego Loscri - Óscar Lucero - Gustavo Reggi - Dani Pendín - Óscar Valdez - Ihar Hurinovics - Emir Music - Zlatan Arnautović - Mauricio - Raudnei - Fernando Dos Santos - Mauricio Romero - Bernard Barnjak - Mladen Mladenović - Dragan Punišić - Juan Epitié - Juvenal - Jose Luis Rondo | - Henry Dumat - Fukuda Kendzsi - Nduka Ugbade - Jorge Dos Santos - Igor Dobrovolszki - Dragomir Racić - Rade Tošić - Božur Matejić - Đorđe Vujkov - Javier Ibeas - Gaizka Mendieta - Chimet - Jordi Vinyals - Juan Planelles - Paco Salillas - Rubén Torrecilla - Javier Sánchez Broto - Vicente del Bosque - José Araquistáin - Enrique Saura - Miguel Ángel Lotina - Mikael Martinsson - Walter Peletti |

## Külső hivatkozások
- Hivatalos weboldal
- Pam Pam Orellut, nem hivatalos weboldal